# Blackjack (banda)
Blackjack  foi uma banda norte-americana de heavy metal ativa de 1979 a 1980, formada por Michael Bolton (vocais), Bruce Kulick (vocais e guitarra), Sandy Gennaro (bateria) e Jimmy Haslip (baixo).

## Discografia
- Blackjack (1979, #127 na The Billboard 200[1])
- Worlds Apart (1980)

## Singles
- "Love Me Tonight" (1979, #62 na The Billboard Hot 100[1])